# Роулингс, Майк
Майк Роулингс (англ. Mike Rawlings) — государственный и политический деятель Соединённых Штатов Америки, занимает должность мэра Далласа с 27 июня 2011 года.

## Биография
Родился 25 августа 1954 года в Боргере, штат Техас. В 1976 году он закончил Бостонский колледж и переехал в город Даллас, устроился работать в рекламное агентство TracyLocke, где прошел путь от рядового сотрудника до генерального директора. Затем возглавил компанию Pizza Hut, которая под его руководством достигла рекордной прибыли.

## Карьера
В начале 2011 года Майк Роулингс решил баллотироваться на пост мэра Далласа. 18 июня 2011 года он победил на выборах, опередив другого кандидата от Демократической партии бывшего главу городской полиции Дэвида Канкла. На посту мэра Роулингс успешно осуществлял реформу образования, занимался борьбой с бедностью и безработицей. 13 июня 2015 года был избран мэром на второй четырёхлетний срок.

## премия
На Конференции мэров 2018 года Ролингс, который был известен как сторонник искусств в Далласе, получил Национальную премию за местные искусства 2018 года от Конференции мэров и американцев за искусство в Вашингтоне, округ Колумбия.
Майк Роулингс женат, имеет двоих детей.